# Marculfo
Marculfo (también llamado Marcouf, Marcoul o Marcou), (Bayeux, Normandía, c. 558 - Nanteuil, 588) fue un abad de Nanteuil en el Cotentin. Es venerado como santo en algunas confesiones cristianas. 

## Biografía
Marculfo nació en Bayeux (aunque no se conoce su fecha de nacimiento). Después de haber dejado sus bienes a los pobres y a los huérfanos, se retiró a Coutances para estudiar en la escuela del obispo Possesor. Cuando tenía 30 años fue ordenado sacerdote y se dedicó a la actividad misionera. Por su santidad de vida, Marculfo atrajo a muchos discípulos, que, gracias a una donación de Childeberto I, pudo reunirlos en un monasterio en Nanteuil, del cual fue el primer abad. 
Murió el 1 de mayo de 588 en el Îlle Saint-Marcouf en la costa este de la península de Cotentin. En 898, sus reliquias fueron trasladadas a la abadía de Corbeny en Champaña, donde representaron un papel importante en las ceremonias de coronación de los reyes de Francia en Reims, y concedían legendariamente a los monarcas el poder de la sanación. Hubo la creencia que los restos del santo daban al rey el poder de curar las llagas por la imposición de manos, de acuerdo con la crónica de Juana de Arco Chronique de la Pucelle. Desde San Luis hasta Luis XIII pregrinaban a Corbeny, y veneraban la cabeza del santo, y después de la misa, hacían sobre los enfermos la señal de la cruz . La cabeza del santo fue trasladada a San Remigio de Reims. El último rey que veneró las reliquias fue Carlos X en 1825 y éstas fueron trasladadas al hospital de San Marculfo de Reims.
El culto del santo se difundió también fuera de Francia, en Brabante, en Flandes, y también en la Germania renana, donde era particularmente venerado en la iglesia de San Pablo de Aix-la-Chapelle. Los peregrinos lo invocaban sobre todo para ser librados de los males de la piel.